# 신언항
신언항은 대한민국의 공직자이다.

## 생애
1946년 황해도 평산군 출생이다.
월남 후 인천시에서 성장했다.
가족은 부인, 친아들 2명, 양아들 1명이다.

## 학력
- 동인천고등학교 1964년 졸업
- 성균관대학교 1972년 졸업
- 웨일스 대학교 석사[3]

## 이력
- 보건복지부 차관(2002년 7월 19일 ~ 2003년 3월 30일)

### 공직 퇴임 이후
- 중앙입양원 원장
- 인구보건복지협회 제13대 회장[4]
- 건강보험분쟁조정위원회 위원장[5]